# Our Country in Arms
Our Country in Arms è un cortometraggio muto del 1909. Il nome del regista non viene riportato nei credit del film.

## Trama
trama (EN)  di Moving Picture World

## Produzione
Il film fu prodotto dalla Lubin Manufacturing Company.

## Distribuzione
Distribuito dalla Lubin Manufacturing Company, il film - un cortometraggio della lunghezza di 76,2 metri - uscì nelle sale cinematografiche statunitensi il 6 settembre 1909. Nelle proiezioni, veniva programmato con il sistema dello split reel, accorpato in un'unica bobina con un altro cortometraggio prodotto dalla Lubin, The Call of the Heart.